# Okres Działdowo
Okres Działdowo (polsky Powiat działdowski) je okres v polském Varmijsko-mazurském vojvodství. Rozlohu má 953,18 km² a v roce 2019 zde žilo 65 139 obyvatel. Sídlem správy okresu je město Działdowo.

## Gminy
Městská:
- Działdowo

Městsko-vesnická:
- Lidzbark

Vesnické:
- Działdowo
- Iłowo-Osada
- Płośnica
- Rybno

## Města
- Działdowo
- Lidzbark

## Sousední okresy
| Růžice kompasu | Iława       | Ostróda         | Nidzica | Růžice kompasu |
| Růžice kompasu | Nowe Miasto | Sever           | Nidzica | Růžice kompasu |
| Růžice kompasu | Nowe Miasto | Okres Działdowo | Nidzica | Růžice kompasu |
| Růžice kompasu | Nowe Miasto | Jih             | Nidzica | Růžice kompasu |
| Růžice kompasu | Brodnica    | Żuromin         | Mława   | Růžice kompasu |